# Реджайна
Реджа́йна (англ. Regina [rɨˈdʒaɪnə]) — административный центр провинции Саскачеван (Канада). Второй по численности населения город провинции. В 2021 году население города составляло 226,4 тыс. человек, метрополии — 249,2 тыс. В районах Реджайны и Саскатуна проживает более 40 % жителей Саскачевана.

## История

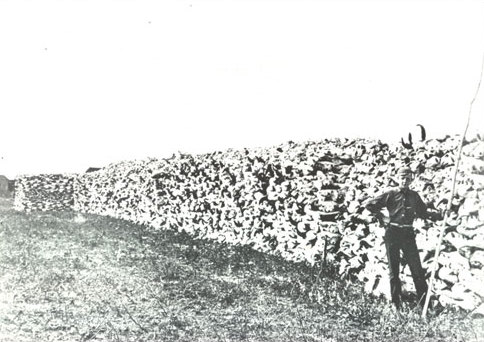
Куча костей бизонов, собранная горожанами

Реджайна была основана в 1882 году в качестве новой столицы Северо-Западных территорий (занимавших в то время около 1/2 площади Канады). Город получил своё имя в честь титула британской королевы Виктории — «Реджайна» (англ. Victoria Regina); последний, в свою очередь, образован от латинского слова «регина» (лат. regina) — «королева». Расположение города привлекало поселенцев, благодаря чему он рос быстрыми темпами (при этом рост населения значительно превышал развитие городской инфраструктуры).
Город привлёк внимание всей страны в 1885 году, когда он стал основным опорным пунктом для правительственных войск, подавлявших Северо-Западное восстание. Здесь же был осуждён и казнён предводитель повстанцев, Луи Риель.
19 июня 1903 года был принят городской устав, а 23 мая 1906 года город был провозглашён столицей провинции Саскачеван. В 1908 году было начато, а в 1912 году окончено строительство здания Законодательного собрания Саскачевана.
30 июня 1912 года мощный смерч, один из самых сильнейших в истории Канады, нанёс огромный ущерб городу и убил 28 человек, что сделало его самым смертоносным за всю историю страны.
Реджайна сильно пострадала от Великой депрессии, рост города существенно замедлился. С 1930-х годов Реджайна известна как один из основных центров социально-ориентированных политических и общественных движений Канады.
Период экономического упадка города продлился до 1970-х, когда в его окрестностях началась добыча нефти и газа.

### Рамсарская конвенция
В 1987 году в Реджайне были внесены поправки в Рамсарскую конвенцию о водно-болотных угодьях 1971 года (англ. The Convention on Wetlands of International Importance, especially as Waterfowl Habitat, the Convention on aquatic species and some birds, полное название: Конвенция о водно-болотных угодьях, имеющих международное значение главным образом в качестве местообитаний водоплавающих птиц).

## География и климат

### Географические сведения

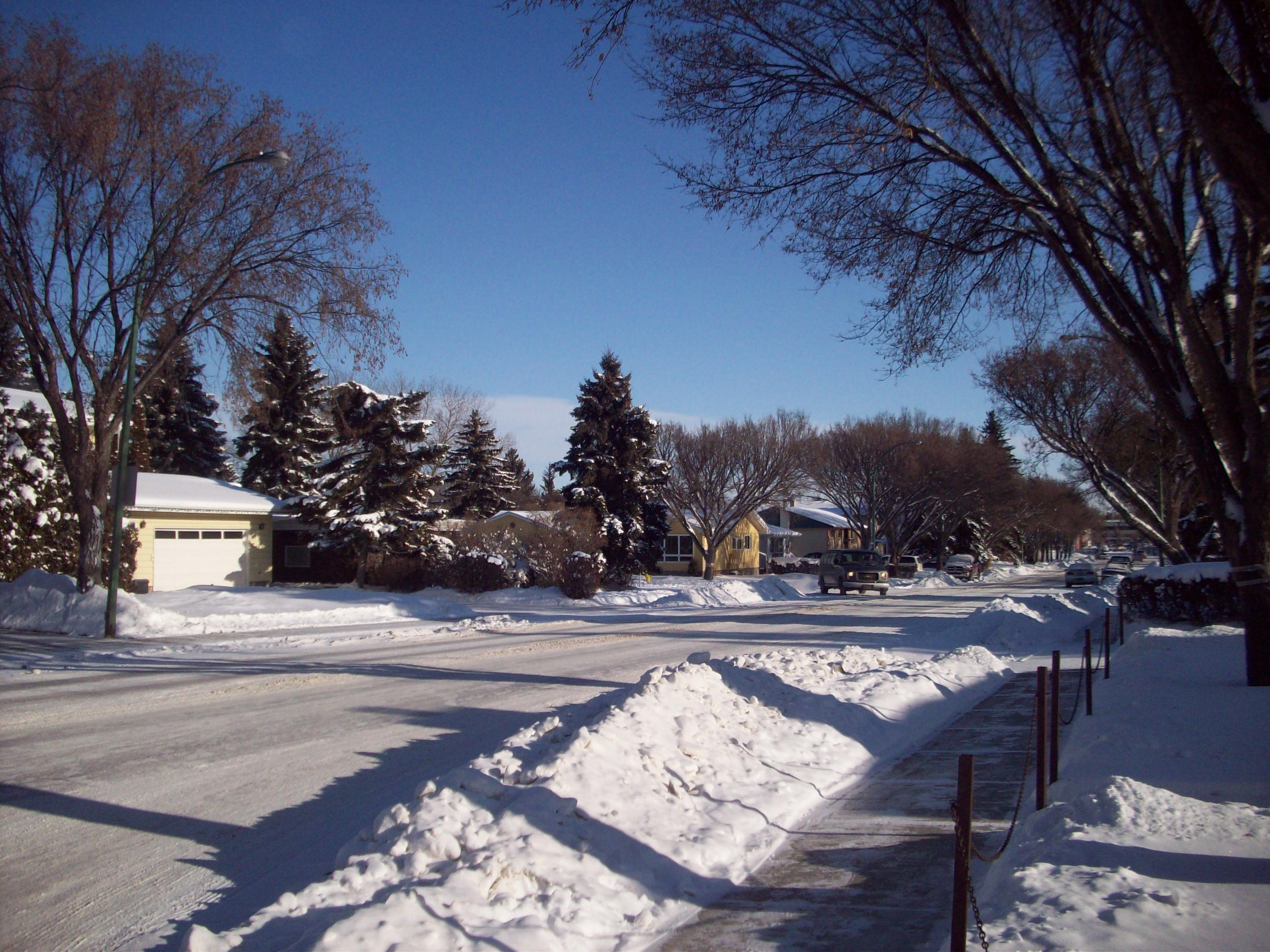
Улица в жилом районе

Реджайна расположена на высоте 577 м над уровнем моря в безлесном районе прерий, испытывающем необходимость в воде. Однако, с момента основания жители насаждали деревья и делали плотины. «Когда-то Реджайна была пустынной прерией, но мы превратили её в оазис с деревьями и парками», — сказал член городского совета Майкл Фоуджер.
Благодаря сооружению дамбы на ручье Васкана-Крик в черте города появилось озеро Васкана, используемое для отдыха горожан (зимой — как каток).

### Климат
Климат континентальный с чертами полупустынного, тёплое лето и холодная, сухая зима. Средняя температура летом 16 — 19 °С, зимой −13 — −16 °C. В год выпадает около 378 мм осадков.
| Показатель                                       | Янв.  | Фев.  | Март  | Апр.  | Май   | Июнь | Июль | Авг. | Сен. | Окт. | Нояб. | Дек.  | Год   |
| ------------------------------------------------ | ----- | ----- | ----- | ----- | ----- | ---- | ---- | ---- | ---- | ---- | ----- | ----- | ----- |
| Абсолютный максимум, °C                          | 8,0   | 12,5  | 21,1  | 32,8  | 38,0  | 41,0 | 43,3 | 41,1 | 36,7 | 32,0 | 23,3  | 15,0  | 43,3  |
| Средний суточный максимум, °C                    | −10,1 | −7,2  | 0,2   | 11,0  | 19,1  | 23,6 | 25,8 | 25,1 | 18,2 | 11,4 | −0,5  | −8,2  | 9,0   |
| Средняя температура, °C                          | −16,3 | −13,1 | −5,7  | 4,1   | 11,6  | 16,3 | 18,5 | 17,4 | 10,9 | 4,0  | −6,1  | −14,1 | 2,3   |
| Средний суточный минимум, °C                     | −22,3 | −18,9 | −11,5 | −2,8  | 4,0   | 9,0  | 11,1 | 9,7  | 3,6  | −3,3 | −11,6 | −19,9 | −4,4  |
| Абсолютный минимум, °C                           | −47,2 | −47,2 | −45   | −28,3 | −12,8 | −5,5 | −2,8 | −3   | −15  | −23  | −39   | −42,5 | −47,2 |
| Норма осадков, мм                                | 15,1  | 11,6  | 19,3  | 22,9  | 54,6  | 64,9 | 67,6 | 38,2 | 33,8 | 19,2 | 12,4  | 18,6  | 378,1 |
| Источник: Канадский департамент окружающей среды |       |       |       |       |       |      |      |      |      |      |       |       |       |

## Население
Как и в остальных районах прерий, подавляющая масса жителей — потомки переселенцев со всех концов мира. Больше всего лиц германского (32 %) и английского (25 %) происхождения. Около 12 % — этнические украинцы. Местных индейцев — всего около 6 %. Около 84% горожан относятся к белой расе. В городе имеется крупная китайская община (2% населения).
Уровень преступности достаточно высок по канадским меркам.

## Экономика

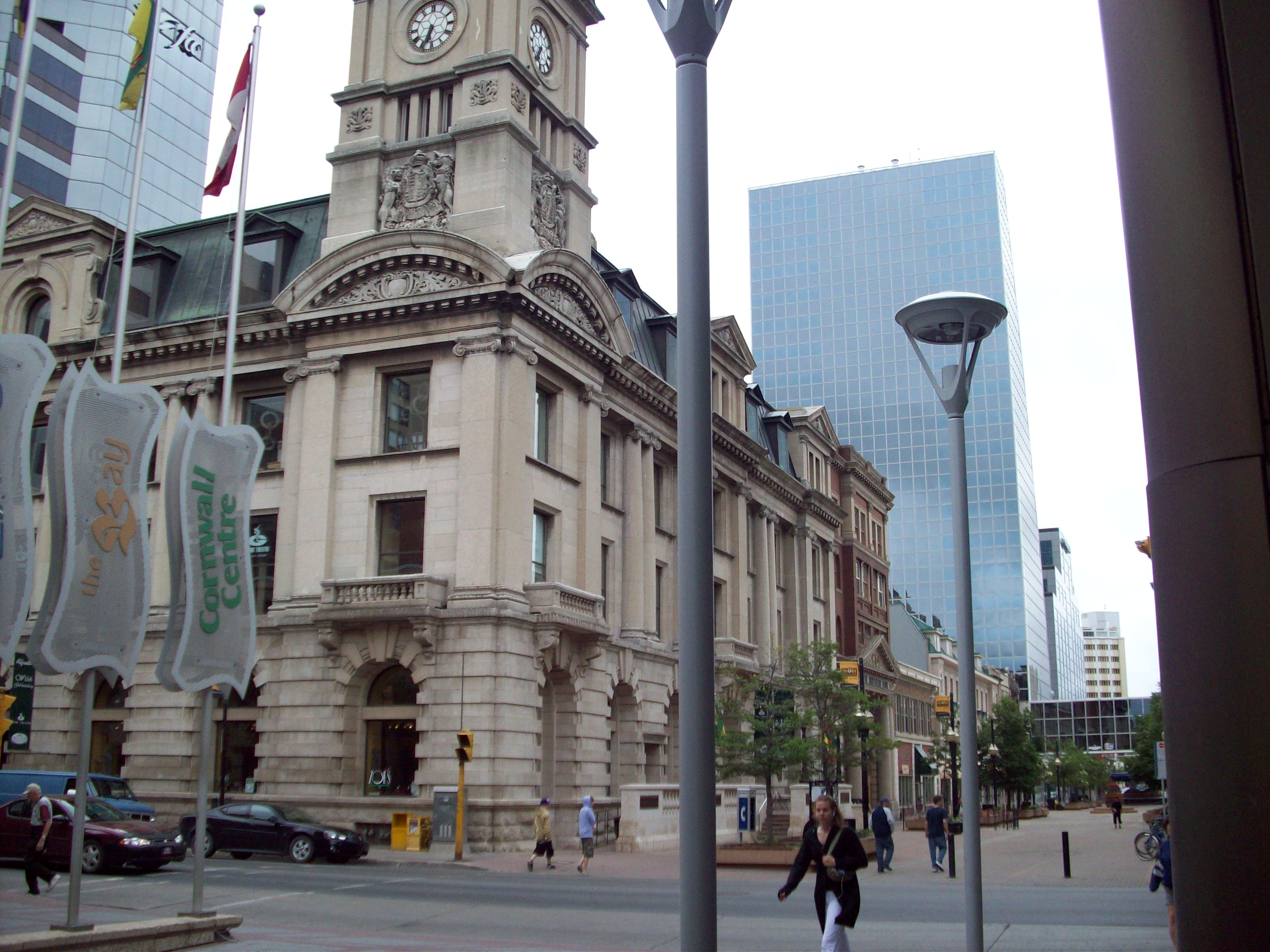
Центр города

Основу экономики города и его окрестностей составляет добыча полезных ископаемых — нефти, природного газа, поташа, каолинита и бентонита. Важнейшее значение имеет также сельское хозяйство — выращивание зерновых и скотоводство в прилегающих районах и переработка сельхозпродукции в самом городе.
В Реджайне находится штаб-квартира крупной металлургической компании IPSCO.
Благодаря статусу столицы провинции, в городе расположено множество государственных организаций различных уровней. Вместе с принадлежащими им учреждениями образования и здравоохранения они вносят весомый вклад в экономику Реджайны.
В окрестностях расположен металлургический завод компании Евраз

## Транспорт

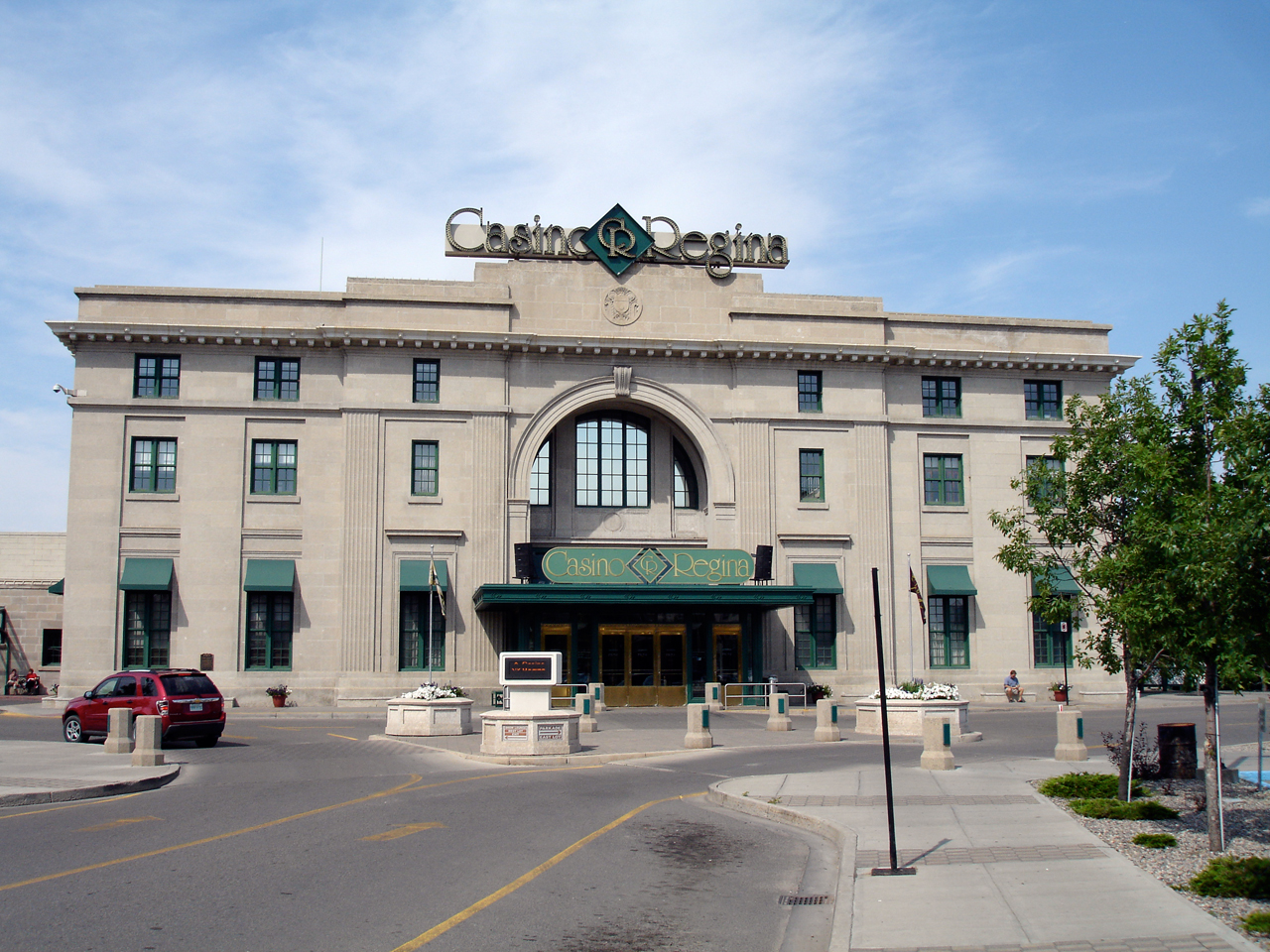
Старый ж/д вокзал (переоборудован в казино)

Международный аэропорт Реджайны (IATA: YQR, ICAO: CYQR), расположенный в 7 километрах к юго-западу от центра города, обслуживает около 1,1 миллиона пассажиров в год (2011). Регулярные внутренние рейсы совершаются в Торонто, Монреаль, Калгари, Ванкувер, Виннипег и Саскатун. Международные - в Чикаго, Денвер и Миннеаполис. Сезонные рейсы также выполняются на курорты Мексики и Карибского моря.
Пассажирское железнодорожное сообщение через Реджайну было прекращено в начале 1990-х.
Через город проходит Трансканадское шоссе.
28 июля 1911 года в городе было открыто трамвайное движение на электрической тяге. Тем не менее, в настоящее время  общественный транспорт в Реджайне представлен исключительно автобусами (16 маршрутов под управлением компании Regina Transit).

## Спорт
В городе есть своя профессиональная команда канадского футбола — Саскачеван Рафрайдерс. Рафрайдерс играют на Стадионе «Мозаика» на Тейлор-филд.

## Известные уроженцы
- Татьяна Маслани — канадская актриса, наиболее известная по сериалу «Тёмное дитя».
- Лесли Нильсен — канадский и американский актёр, наиболее известный по комедийным ролям в фильмах 1980-х — 2000-х годов.
- Элиз Левек — канадская актриса, известная по роли Хлои Армстронг в телесериале «Звёздные врата: Вселенная».
- Крис Крамер — канадский актёр, известный по роли Моргана Пима в телесериале «Собиратель душ».
- Крис Куниц — канадский хоккеист.
- Таннер Гласс — канадский хоккеист.
- Терри Холлингер (англ. Terry Hollinger), канадский хоккеист.
- Райан Гецлаф — канадский хоккеист.
- Скотт Хартнелл — канадский хоккеист.
- Кэс Анвар — канадский актёр, наиболее известный по сериалу «Экспансия»
- Потманс, Жорж — бельгийский хоккеист, нападающий. Участник зимних Олимпийских игр 1936 года.